# 살토델과이라

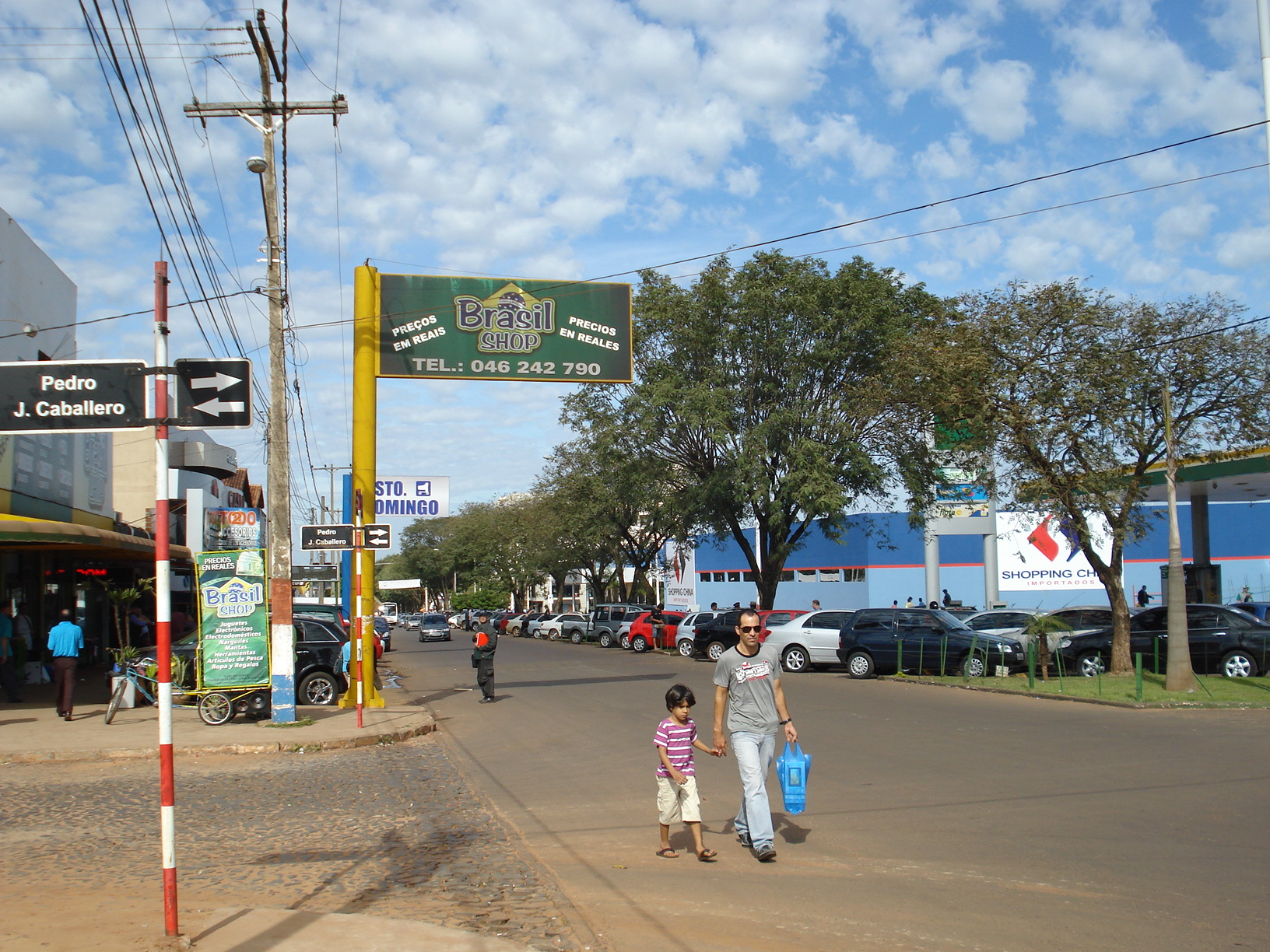

살토델과이라(스페인어: Salto del Guairá)는 파라과이의 도시로 카닌데유 주의 주도이며 인구는 11,298명(2002년 기준)이다. 도시가 설립된 시기는 1959년 3월 3일이다. 시우다드델에스테에서 북쪽으로 약 200km 정도 떨어진 곳에 위치한다. 브라질 국경과 가까운 편이며 도시 인근에는 이타이푸 댐이 있다.